# 山陽白色セメント

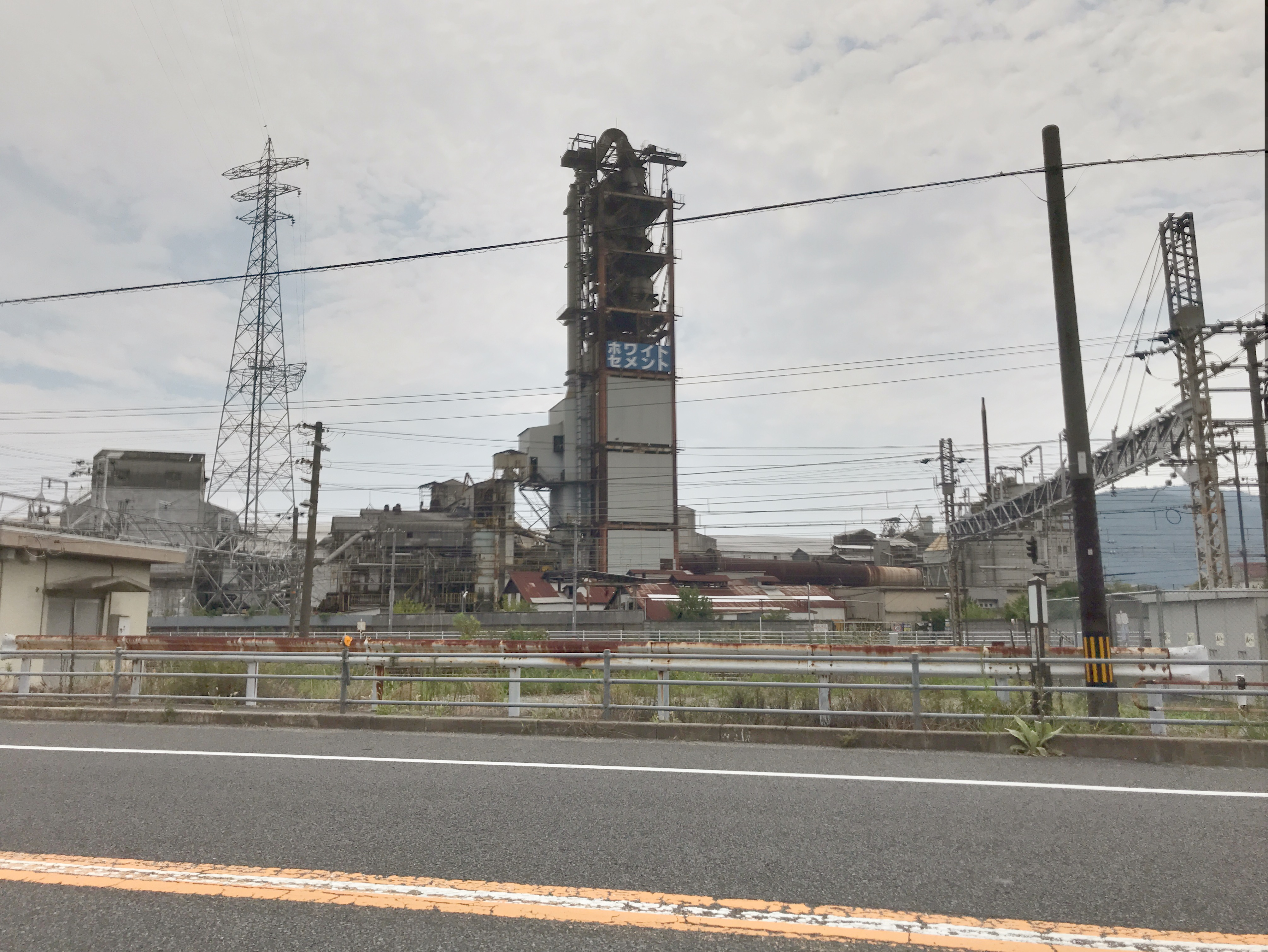
山陽白色セメントの工場。中央の塔は高さ70メートルのプレヒーター塔。

山陽白色セメント株式会社（さんようはくしょくセメント）は、広島県三原市に存在した太平洋セメント傘下のセメント製造企業。日本でホワイトセメントを最後まで製造していた企業として知られる。

## 概要
製品は全て親会社の太平洋セメントに卸しており、販売は太平洋セメントが行っていた。2009年には年間6万トンを生産した。前身となる日東セメント（1932年操業開始）より長い歴史を持つ工場であり、三原界隈には元従業員も多く、OB会として「懐扇会」が定期的に開催されていた。
海外製の安いホワイトセメントもあるが、ホワイトセメントは「白さ」を追求するために、原料を厳選する必要があり、製造工程も特別な配慮が必要なため、海外製、特に東南アジア製の製品と比較すると大きな優位性があるとされた。日本国内ではホワイトセメントの認知度が低く、現場でホワイトセメントが使われず、耐久性の低い塗装で「白」を表現することが多かった。PR不足は会社も認めており、ホームページを立ち上げたり、国道2号線からよく見える高さ70メートルのプレヒーター塔の塗装更新時に「ホワイトセメント」と大きく書き込むなどの広報活動を行っていた。
2017年3月、ホワイトセメントの出荷量がピーク時の1/10にまで低下したため、ホワイトセメントの生産を中止した。これによってホワイトセメントの一般向け国内製造が途絶えることになった。その後、工場は閉鎖された。2017年2月14日、会社は清算され、従業員はグループ企業に再配置された。当社の特別清算後は、太平洋セメントがホワイトセメントの輸入品（タイ製など）を取り扱っている。

## 沿革
- 1932年10月 - 日東セメント操業開始[1]。
- 1941年3月 - 合併により浅野セメント糸崎工場となる[1]。
- 1947年5月 - 日本セメント株式会社に商号変更[1]。日本セメント糸崎工場となる。
- 1961年10月 - ホワイトセメント製造を開始[1]。
- 1982年 - NSP（5段サイクロン）化。
- 1996年1月 - 日本セメント糸崎工場と秩父小野田の子会社である北九州小野田セメントで生産していたホワイトセメントの生産効率化のため、糸崎工場を分社化して山陽白色セメントを設立。
- 1996年6月 - 山陽白色セメント営業開始[1]。
- 1998年 - 秩父小野田と日本セメントが合併、太平洋セメントが誕生。
- 2017年2月14日 - 特別清算。